# Stazione di Vernon-Giverny
La stazione di Vernon-Giverny (in francese Gare de Vernon - Giverny) è la principale stazione ferroviaria di Vernon, nel dipartimento dell'Eure. Serve anche il vicino comune di Giverny.

## Storia
La stazione di Vernon fu messa in servizio il 9 maggio 1843 dalla Compagnie du Chemin de Fer de Paris à Rouen, quando aprì la tratta Colombes-Rouen-Saint-Sever.

## Movimenti
La stazione è servita dai treni TER Normandie e dalla linea J del Transilien, della quale costituisce un capolinea.